# (2953) Vysheslavia
(2953) Vysheslavia (1979 SV11) – planetoida z grupy pasa głównego asteroid okrążająca Słońce w ciągu 4,76 lat w średniej odległości 2,83 j.a. Odkryta 24 września 1979 roku.